# Janette Oke: Die Coal Valley Saga
Janette Oke: Die Coal Valley Saga (Originaltitel: When Calls the Heart) ist eine kanadische Western-Fernsehserie, die auf der im Original gleichnamigen Buchreihe der kanadischen Autorin Janette Oke basiert. Im Oktober 2013 wurde zunächst der zweistündige Fernsehfilm Wenn die Liebe siegt – Aufbruch nach Westen ausgestrahlt, aus dem später die Serie entstand. Die Erstausstrahlung fand am 11. Januar 2014 auf dem Hallmark Channel statt. Die deutschsprachige Erstausstrahlung erfolgte ab dem 6. Januar 2015 auf dem Sender Bibel TV. Der Video-on-Demand-Anbieter Netflix veröffentlichte ab 2017 alle 4 bisherigen Staffeln und zeigte die 5. Staffel ab 1. Februar 2019 und die 6. Staffel ab 31. Oktober 2020 noch vor der TV-Ausstrahlung.

## Handlung

### Staffel 1
Im Mittelpunkt der Serie steht die junge Elizabeth Thatcher, die im Jahre 1910 in die Kleinstadt Coal Valley zieht. Angetrieben durch den Wunsch, ihrer reichen Familie ihre Unabhängigkeit zu beweisen, nimmt sie in der Stadt eine Position als Lehrerin an. Zuerst ist dieser Schritt für sie alles andere als einfach. Erst als sie das versteckte Tagebuch ihrer verstorbenen Tante Elizabeth findet und sich diese als Wegweiser für ihr neues Leben nimmt, wird es für sie ein wenig einfacher.
Bereits vor der Ankunft in Coal Valley wird die Postkutsche, mit der Elisabeth reist, überfallen, sodass sie zwei Tage verspätet ankommt. Da die Kirche vor der eigentlichen Handlung abgebrannt ist, muss Elisabeth die Kinder vorerst im Saloon der Stadt unterrichten. Zusätzlich gab es drei Monate vor Elisabeths Ankunft ein Grubenunglück, bei dem 47 Männer umgekommen sind und das viele Frauen zu Witwen und Kinder zu Halbwaisen machte. Elisabeths Gehalt wird durch die Frauen der Stadt selbst übernommen, weshalb sie eigentlich einen erfahrenen Lehrer erwartet haben und deshalb Elisabeth anfangs für eine Woche auf Probe einstellen. Elisabeth kann während der Probezeit in einer Lehrerunterkunft wohnen, die aber bereits in ihrer ersten Nacht durch ein Feuer niederbrennt, sodass sie von Abigail Stanton, einer der Witwen, aufgenommen wird.
Elizabeth lernt schnell, jeden in der Stadt auf ihre Seite zu ziehen, mit Ausnahme von Constable Jack Thornton. Der Gesetzeshüter ist überzeugt davon, dass Elizabeths Vater mitverantwortlich für seine Versetzung in das Provinznest ist, da dieser seine Tochter gut bewacht wissen wollte. Für Jack ist der Job zunächst eine unwillkommene Karrieresackgasse und er beantragt die Versetzung nach Cape Fullerton. Erst als sich die beiden nach und nach ineinander verlieben, ändert sich seine Einstellung; zudem sind ihm mit der Zeit die Menschen in Coal Valley ans Herz gewachsen.
Das Minenunglück wird immer wieder Thema der Folgen in Staffel 1. So arbeiten die Frauen in der Mine, um die Zwangsräumungen in den durch die Minengesellschaft vermieteten Häusern zu verhindern. Mit vereinter Kraft aller Frauen Coal Valleys schaffen es die Witwen aber doch die Mine innerhalb von zwei Wochen freizuräumen, sodass Henry Gowan, der Geschäftsführer der Mine, die Mietverträge verlängern muss. Zeitgleich findet Jack in einem Papierkorb in Yosts Laden ein Telegramm, in dem Gowan der Minengesellschaft wegen Baumängel telegraphiert. Daraufhin untersucht Jack das Minenunglück.
Neben dem Minenunglück untersucht Jack die Brandstiftung in der Kirche. Vorerst verdächtigt er Cat Montgomery, die für die Sonntagsschule selbst Kerzen zieht und dadurch Walöl in einem Schuppen hinter ihrem Haus lagert. Durch Zufall entdeckt jedoch Elisabeth, dass Mr. Sperlock, Sicherheitschef der Minengesellschaft, dahinter steckt und die Brandstiftung Cat Montgomery wegen verschmähter Liebe anhängen wollte.
Um für ihren Lebensunterhalt zu sorgen, eröffnet Abigail Stanton mithilfe von Henry Gowan als Geschäftspartner ein ehemaliges Café in der Stadt, wo sie fortan mit Elisabeth wohnt und sich die Bewohner immer wieder einfinden, um gutbürgerliche Küche zu essen. Nachdem Jack herausfindet, dass das Minenunglück durch Sicherheitsmängel verursacht wurde und dies Abigail unter vier Augen mitteilt, sucht Abigail in Gowans Büro selbst nach Hinweisen. Als Abigail Beweise für die Nichteinhaltung von Sicherheitsbestimmungen entdeckt, schiebt Gowan die Schuld auf Abigails verstorbenen Mann, der als Vorarbeiter für die Erfüllung der Auflagen zuständig war. Trotzdem übergibt Abigail die gefundenen Beweise an Jack, der Bill Avery, einen Inspektor der Mounten Police, zu Rate zieht und der daraufhin das Minenunglück forensisch untersucht und Klage gegen die Minengesellschaft erhebt. Auch ein Überfall auf Bill, bei dem seine gesammelten Beweise abhandenkommen, kann die weiteren Ermittlungen nicht aufhalten.
Währenddessen wird Elisabeths und Jacks erste Verliebtheit durch Jacks Versetzung auf eine erste harte Probe gestellt. Nach einer Geiselnahme Elisabeths und ihrer Schwester Julie durch die Tolliverbande erkennt Jack, dass er Elisabeth liebt und bittet darum, als Mountie in Coal Vally bleiben zu dürfen. Doch die Ankunft von Jacks ehemaliger Verlobten Rosemary LeVeaux, einer Broadway-Schauspielerin, die Jack zurückgewinnen will, lässt Elisabeth an Jacks Liebe zweifeln. Erst nachdem Elisabeth ein Stellenangebot einer städtischen Schule erhält, erkennt Jack, dass Elisabeth die Eine ist, mit der er den Rest seines Lebens verbringen will und küsst sie.

### Staffel 2
Zu Beginn der 2. Staffel steht die Verhandlung gegen die Northwest Minengesellschaft wegen des Grubenunglücks im Vordergrund. Als die Staatsanwältin Samantha Madison die Anklage übernimmt, zweifeln die Bürger daran, dass sie den Prozess gewinnen kann. Zusätzlich scheint der bestellte Richter Parker eher auf der Seite der Beklagten zu stehen. Auch der einzige Zeuge der Anklage Mr. Sweeny, der bestätigte, dass die Sicherheitsprotokolle gefälscht wurden, wird von Gowan bestochen und leistet Meineid. Als die Staatsanwältin wegen fehlender Zeugen ihr Abschlussplädoyer hält, betritt eine junge Frau zusammen mit Leland Coulter, der einige Tage vorher in Coal Valley eintrifft, den Saloon, der als Gerichtssaal während der Verhandlung dient. Es stellt sich heraus, dass es sich um Clara Stanton handelt, die heimlich mit Abigails Sohn Peter verheiratet war. Als sie vor Gericht aussagt, dass Peter ihr eine Kopie des ursprünglichen Sicherheitsberichtes zur Aufbewahrung übergab und diesen als Beweis vorlegt, scheint sich das Blatt zu wenden. Zwar versucht Gowan, den Richter zu bestechen, aber Richter Parker entscheidet zu Gunsten der Bürger und schließt die Mine. Leider kann der Richter Gowan nicht weiter belangen, sodass dieser nun zwar ebenfalls arbeitslos wird, aber weiterhin in Coal Valley lebt. Das Geld, mit welchem der Richter von der Minengesellschaft bestochen wurde, stiftet er dem Witwenfond und übergibt es an Abigail. Nachdem die Mine geschlossen wurde und einige Bürger in Sorge um ihr zukünftiges Leben sind, eröffnet Leland Coulter eine Sägemühle. Dadurch gibt es für die Stadt neue Hoffnung, weshalb sie in Hope Valley umbenannt wird.
Als Elisabeth ein wichtiges Telegramm ihres Vaters erhält, reist sie zusammen mit Jack nach Hamilton. Während Elisabeth ihre Familie besucht, trifft Jack seinen Bruder Tom, der ebenfalls in Hamilton lebt und von einer Schwierigkeit in die nächste gerät. Als die beiden nach einer Schlägerei aus der Bar geworfen werden und buchstäblich vor Elisabeths und ihre Schwestern Julies und Violas Füße fallen, findet Julie schnell Gefallen an Tom. Bei einer Dinnerparty lernt Jack nicht nur Elisabeths Familie, sondern auch ihren Freund Charles Kensington kennen. Schnell wird ihm klar, dass Charles nicht nur freundschaftliche Gefühle für Elisabeth hegt und Elisabeths Eltern lieber Charles als Schwiegersohn sehen würden. Daraufhin reist Jack ab und lässt Elisabeth in Hamilton zurück.
In Hope Valley setzt Jack alles daran, dass die Kirche und damit auch die Schule mithilfe von Lee und einigen Bürgern schnell wieder aufgebaut wird. Währenddessen verbringen Elisabeth und Charles viel Zeit miteinander. Trotzdem bleiben ihre Gefühle gegenüber Jack ungebrochen und sie vermisst ihn. Als Elisabeth zurück in Hope Valley ist, überrascht sie Jack mit der neu errichteten Schule, wo sie nun die Kinder unterrichten kann. Als Elisabeths Schwester Julie mit Jacks Bruder Tom einen Autounfall hat, fahren beide unverzüglich nach Hamilton. Im Krankenhaus lernt Jack die Krankenschwester Faith Carter kennen und beide treffen sich zufällig bei einem Abendessen in einem Restaurant, was von Elisabeths Schwester nicht unbemerkt bleibt. Da auch Elisabeth wieder Zeit mit Charles Kensington verbringt und zusätzlich Elisabeths Eltern Tom beschuldigen, einen schlechten Einfluss auf Julie zu haben, kommt es zwischen Jack und Elisabeth immer wieder zu Streit und beide sind sich ihrer Gefühle füreinander nicht mehr sicher.
Eine beginnende Romanze zwischen Abigail und Bill stockt, als Abigail herausfindet, dass Bill bereits verheiratet ist und einen Sohn hat. Als später auch noch Bills Frau Nora in der Stadt ankommt, ist sie wütend auf Bill, der zwischenzeitlich für einen verdeckten Einsatz nach Hamilton musste. Zusätzlich macht sich Abigail Sorgen um ihre Schwiegertochter, weshalb sie ebenfalls nach Hamilton reist. Dort trifft sie wieder auf Bill, der ihr dabei hilft, Clara zu finden. Beide können sie Clara helfen, sich von ihrem Arbeitgeber zu trennen und überreden sie, in Hope Valley ein neues Leben zu beginnen. Bei Gesprächen Abigails mit dem neuen Pastor Frank Hogan über Claras anfängliche Probleme, sich einzugewöhnen und ihrer Wut auf Bill, entwickelt sich langsam zwischen beiden eine engere Beziehung.
Rosemary, die erkannt hat, dass Jack Elisabeth liebt, bleibt trotzdem in der Stadt und freundet sich schnell mit den anderen Bewohnern an. Nur zwischen ihr und Elisabeth kommt es anfangs immer wieder zu Sticheleien, da Rosemary eifersüchtig auf Elisabeth ist. Lee Coulter kann langsam ihr Herz erobern und sie hofft durch ihn ein Theater in der Stadt bauen zu können, da sie immer noch an der Schauspielerei hängt. Sie kann Hickam überreden, ihr eine kleine Bühne am Waldrand zu bauen, wohin sie Lee zu einem Rendezvous einlädt, um ihn von ihrer Idee zu überzeugen.
Durch einen Trick wird Gowan neuer Bürgermeister in Hope Valley. Nachdem es Lee Coulter ablehnt, dass er in sein Sägewerk investiert, versucht er Lee mit dem Umlegen der ersten Eisenbahnstrecke für die Stadt zu sabotieren. Bei einem Pokerspiel im Saloon, erkennt Rosemary, dass Gowan seine Mitspieler betrügt. Das nutzt Lee aus und gewinnt durch einen Bluff Gowans Grundstück, auf dem die Eisenbahnstrecke gebaut werden soll. Durch den Verlust beim Pokerspiel versucht Gowan nun, seinen Anteil an Abigails Café zu verkaufen, was diese jedoch ablehnt. Erst als sie sich mit Bill ausspricht, beteiligt sich Bill an Abigails Café.
Nachdem Jack und Elisabeth vom zweiten Hamiltonbesuch zurück in Hope Valley sind, hat sich ihre Romanze deutlich abgekühlt. Als Jacks Hund bei einem Unwetter wegläuft und beide nach ihm suchen, finden sie ihn in einer Mine. Da sie dort festsitzen, bis das Unwetter vorbei ist, können sich Jack und Elisabeth aussprechen und finden wieder zusammen. Nun fasst Jack endlich den Entschluss, um Elisabeths Hand anzuhalten. Als er ihr in der Schule einen Heiratsantrag machen will, sieht er, wie Charles vor Elisabeth kniet und ihm zuvorgekommen ist.

### Staffel 3
Elizabeth bekam vom Charles am Ende der zweiten Staffel einen Heiratsantrag, was vom eifersüchtigen Jack durchaus wahrgenommen wurde. Auch die Tatsache, dass sie ihn abgelehnt hat, macht es für ihn nicht besser. Rosemary indes plant das nächste Fest, Silvester. Um einen Preis dafür zu bekommen, erfindet sie eine heimliche Ehe zwischen ihr und Lee. Bill, der im Gefängnis sitzt, muss tatenlos zusehen, wie Jack einem falschen Mountie Glauben schenkt, kann aber nicht viel dagegen ausrichten. Erst spät erkennt Jack seinen Fehler und kann mit Bill den Mountie überlisten und dem Gefängnis überliefern.
Abigail bekommt Gäste: Sie erwischt einen kleinen Jungen beim Stehlen und findet mit Elizabeth heraus, dass er mit seiner Schwester vom Waisenhaus abgehauen ist. Seine Schwester ist leider todkrank und muss sofort ins Krankenhaus eingeliefert werden. Abigail entschließt sich, die beiden vorerst zu adoptieren und dem Rat des Arztes, das Mädchen ins Krankenhaus einzuweisen, zu folgen. Jesse Flynn ist auf der Suche nach einem Freund und deckt die kriminelle Vergangenheit Pastor Hogans auf. Trotzdem entwickelt sich zwischen ihm und Abigail eine Beziehung, wie auch zwischen Jesse und Abigails Schwiegertochter Clara. Außerdem treibt eine Gangsterbande um Hope Valley ihr Unwesen und Dotties Ehemann muss dabei dran glauben. Dottie und Bill ermitteln daraufhin wieder in Richtung Gowen, nachdem dieser Pastor Hogan immer wieder aus Eifersucht unter Druck gesetzt hat. Als wäre dies nicht turbulent genug, kommt auch noch die Tante der von Abigail aufgenommenen Waisenkinder Cody und Rebbecca und will die beiden mitnehmendem. Letztlich nimmt sie nur Cody mit und bringt die im Rollstuhl sitzende Rebbecca auf eine Universität, nach Abigails Willen.
Rosemary bekommt die Möglichkeit in einem Hollywood-Film die Hauptrolle zu spielen. Doch kurz vor der Abreise erkennt sie, dass sie Lee will und nimmt seinen Heiratsantrag an. Ein Mitarbeiter Lees sabotiert die Sägemühle und gefährdet eine Schließung. Zuerst in Richtung Henry Gowen ermittelnd, schaffen sie es dennoch ihm die Handschellen anzulegen. Die Krankenschwester Faith kommt nach Hope Valley und mischt die Gefühle von Jack und Elizabeth wieder auf. Auch Rosemary ist über die Ankunft der hübschen, jungen Dame in keinster Weise erfreut. Jedoch zeigt sie kein Interesse an Jack, rettet aber zusammen mit ihm, Jesse und u. a. Pastor Hogan die Siedler vor einer Katastrophe.
Jack will dabei ein kleines Mädchen retten und wird von der Strömung mitgerissen. Elizabeth ist in Todesangst und sucht mit den Männern Hope Valleys den Mountie. Verwundet und mit einer tödlichen Lungenentzündung finden sie ihn. Das ganze Dorf und Jacks Mutter sind bestürzt und treffen sich nachts zum Beten. Jack überlebt und wird Trauzeuge Lees, welcher nach kurzen Diskussionen mit Rosemary eine glänzende Hochzeit feiern kann.

### Staffel 4
In Hope Valley weihnachtet es und die ganze Stadt ist beschäftigt mit den Vorbereitungen für das Weihnachtsfest. Vor allem Elizabeth hat es sich zur Aufgabe gemacht, das perfekte Weihnachten der Gemeinde zu organisieren. Da überrascht Jack sie mit einer lieben Geste und lädt sie zum Mountie Weihnachtsball ein. Rosemary ist Feuer und Flamme, Elizabeth in Fragen Mode zur Seite zu stehen. Als ein alter Händler nach Hope Valley kommt, schließt besonders Cody ihn und seinen Hund in sein Herz. Doch dann findet Jack bei ihm eine gestohlene Brosche. Als er ihn einsperrt, kann Rosemary mit einem Geständnis dafür sorgen, dass Jack ihn wieder frei lässt: Nicht er hat die Brosche gestohlen, sondern sie ihm geschenkt, da sie mit ihr (Lee wollte sie ihr schenken) nichts anfangen kann. Als der Zug mit Lebensmitteln und Geschenken auf der Strecke entgleist, halten die Dorfbewohner zusammen und schaffen es, in zwei Tagen für alle besinnliche Weihnachten zu kreieren.
Abigail, die den Bürgermeisterposten übernommen hat, bekommt Besuch von Ray Wyatt von der National Pacific Railroad, um über eine Eisenbahnlinie zu verhandeln. Dass er einen guten Kontakt zu Henry Gowen hat, sagt nichts gutes aus und schnell kommt die Gemeinde hinter seine kriminellen Machenschaften. 
Als Jack ein Angebot von Superintendent Collins erhält, eine Mountiegruppe im Krisengebiet zu führen, sagt er schweren Herzens zu. Bevor er abreist, feiern Elizabeth und er eine Verlobungsfeier.
Zum Schluss bekommt Abigail von einer jungen Frau, die sich als Schwägerin des neuen Fremden Carson Shepard vorstellt. Diesen hat Abigail erst vor kurzem eingestellt. Die Frau erzählt, dass Carson berühmter Arzt gewesen sei und dabei aus Versehen seine Ehefrau (ihre Schwester) bei einer OP getötet hat. Carson reist daraufhin Hals über Kopf ab, obwohl es dem kleinen Cody immer schlechter geht. Elizabeth findet den ehemaligen Arzt und ermuntert ihn, Cody zu untersuchen. Als sich dabei herausstellt, dass er eine Blinddarmentzündung hat, kommt es zum Streit zwischen Carson und einem anderen Arzt. In letzter Minute entscheidet Abigail, ihren Jungen von Carson und der Krankenschwester Faith operieren zu lassen. Obwohl alles gut geht, ist sein Zustand ungewiss und die Gemeinde trifft sich zum Beten in der Kirche. Tatsächlich überlebt Cody und Abigail hat eine Überraschung: Adoptionspapiere. Cody darf offiziell "Mama" zu ihr sagen. 

## Besetzung und Synchronisation
Die deutsche Synchronisation entsteht durch die Synchronfirma Violetmedia GmbH in München.

### Hauptdarsteller
| Rollenname                        | Schauspieler   | Episoden                | Synchronsprecher                                           |
| --------------------------------- | -------------- | ----------------------- | ---------------------------------------------------------- |
| Elizabeth Thornton, geb. Thatcher | Erin Krakow    | 1 – lfd.                | Ilena Gwisdalla (Staffel 1), Andrea Cleven (ab Staffel 2)  |
| Jack Thornton                     | Daniel Lissing | 1 – 40, 45, 46, 49 – 52 | Dirk Meyer, Marc Blum (ab Staffel 2)                       |
| Abigail Stanton                   | Lori Loughlin  | 1 – 61                  | Tatjana Pokorny (Staffel 1), Vera Bunk (ab Staffel 2)      |
| Henry Gowen                       | Martin Cummins | 1 – lfd.                | Stefan Lehnen, Frank Gala (ab Staffel 2)                   |
| Bill Avery                        | Jack Wagner    | 11 – lfd.               | Sven Riemann                                               |
| Rosemary Coulter, geb. LeVeaux    | Pascale Hutton | 11 – lfd.               | Sonja Reichelt (Staffel 1), Cornelia Waibel (ab Staffel 2) |
| Leland „Lee“ Coulter              | Kavan Smith    | 13 – lfd.               | Thomas Arnold                                              |
| Faith Carter                      | Andrea Brooks  | 19 – 20, 27 – 65        | Michaela Hinnental                                         |
| Dr. Carson Shepherd               | Paul Greene    | 38 – lfd.               | Fabian Goedecke                                            |
| Lucas Bouchard                    | Chris McNally  | 60 – lfd.               | Adam Nümm                                                  |
| Nathan Grant                      | Kevin McGarry  | 62 – lfd.               | Heinrich Bennke                                            |

### Nebendarsteller
| Rollenname               | Schauspieler        | Episoden                        | Synchronsprecher                                                                          |
| ------------------------ | ------------------- | ------------------------------- | ----------------------------------------------------------------------------------------- |
| Cat Montgomery           | Chelah Horsdal      | 1 – 12                          | Shirin Lotze                                                                              |
| Gabe Montgomery          | Mitchell Kummen     | 1 – 13                          | Niklas Münnighoff                                                                         |
| Emily Montgomery         | Gracyn Shinyei      | 1 – lfd.                        | Meri Dogan                                                                                |
| Miles Montgomery         | Logan Williams      | 1 – 12                          |                                                                                           |
| Florence Blakeley        | Loretta Walsh       | 1 – lfd.                        | Bettina Kenney                                                                            |
| Molly Sullivan           | Johannah Newmarch   | 1 – lfd.                        | Laura Sophie Landauer                                                                     |
| Dottie Ramsey            | Erica Carroll       | 1 – 56                          | Claudia Schmidt (Staffel 1), Katharina von Daake (ab Staffel 2) Uta Kargel (ab Staffel 2) |
| Mr. Jenkins              | Milo Shandel        | 1 – lfd.                        | Daniel Fritz                                                                              |
| Ned Yost                 | Hrothgar Mathews    | 1 – lfd.                        | Benno Lehmann                                                                             |
| Nate Tolliver            | John Reardon        | 9, 10                           | Matthias Kupfer                                                                           |
| Clara Stanton            | Eva Bourne          | 13 – 14, 16 – lfd.              | Jasmin Arnoldt                                                                            |
| Julie Thatcher           | Charlotte Hegele    | 9 – 11, 13 – 20, 47, 48, 51, 67 | Uta Kargel                                                                                |
| Viola Thatcher           | Devon Weigel        | 13 – 22                         | Franziska Kuropka                                                                         |
| Grace Thatcher           | Lynda Boyd          | 13 – 22                         | Katja Schmitz                                                                             |
| William Thatcher         | Garwin Sanford      | 13 – 22, 50, 51                 | Sven Brieger                                                                              |
| Charles Kensington       | Marcus Rosner       | 14 – 22                         | Armin Schlagwein                                                                          |
| Tom Thornton             | Max Lloyd-Jones     | 14 – 20, 51                     | Benno Lehmann                                                                             |
| Frank Hogan              | Mark Humphrey       | 15 – 44, 51, 52                 | Rene Hofschneider                                                                         |
| Nora Avery               | Kristina Wagner     | 15 – 25, 29 – 31                | Velia Krause                                                                              |
| Mike Hickam              | Ben Rosenbaum       | 18 – lfd.                       | Michael Kargus, Matthias Busch                                                            |
| Cody Hastings            | Carter Ryan Evancic | 23 – 65                         | Stephan Gottschall                                                                        |
| Becky Hastings           | Ali Skovbye         | 23, 24, 29, 30, 43, 44          | Mara Holtmann                                                                             |
| Jesse Flynn              | Aren Buchholz       | 23 – lfd.                       | Sascha Werginz                                                                            |
| Sgt. James Houston       | Daryl Shuttleworth  | 23                              | Thomas Fedrowitz                                                                          |
| Opal Weise               | Ava Grace Cooper    | 25 – lfd.                       | Laura Sophia Helbig (bis Staffel 5) Mathilde Vogel (Staffel 6)                            |
| Robert Wolf              | Jaiven Natt         | 25 – lfd.                       | Arzu Coruh (bis Staffel 5) Elias Schierbaum (Staffel 6)                                   |
| Katie Yost               | Larissa Albuquerque | 25 – 56                         | Franziska Kruse                                                                           |
| Hattie Ferguson          | Imogen Tear         | 28 – lfd.                       | Laura Sophia Helbig                                                                       |
| Charlotte Thornton       | Brooke Shields      | 31, 32                          | Franziska Kruse                                                                           |
| Murphy McBride           | Matt Clarke         | 35 – lfd.                       | Felix Strüven                                                                             |
| Ray Wyatt                | Jeremy Guilbaut     | 35 – 42                         | Stefan Naas                                                                               |
| Douglas Burge            | Anthony Konechny    | 38                              | Heinrich Bennke                                                                           |
| Mr. Stoneman             | Adam Greydon Reid   | 38 – 40                         | Sebastian Schlemmer                                                                       |
| Adeline Josephine Foster | Josie Bissett       | 41, 42, 53, 54                  | Laura Sophie Helbig                                                                       |
| Greta Preston            |                     | 53, 54                          | Merel Perin                                                                               |
| Fiona Miller             | Kayla Wallace       | 59 – lfd.                       | Ramona Rockenhausen                                                                       |
| Grace Bennett            |                     | 57, 58, 66, 67                  | Karoline Vogel                                                                            |
| Allie Grant              | Jaeda Lily Miller   | 63 – lfd.                       | Johanna Riemann                                                                           |

## Produktion und Ausstrahlung
When Calls the Heart wird im Süden von Vancouver auf einem Weinbergfeld gedreht. Die fiktive Grenzstadt „Coal Valley“ wurde im Herbst 2013 errichtet. Dabei wurden Filmsets der Serie Hell on Wheels wiederverwendet. Die Dreharbeiten der ersten Staffel endeten am 22. Februar 2014.
Die Ausstrahlung der ersten Staffel begann am 11. Januar und endete am 29. März 2014. Im Mai 2014 wurde die Serie um eine siebenteilige zweite Staffel verlängert. Sie wurden zwischen dem 25. April 2015 und 13. Juni 2015 ausgestrahlt. Die dritte Staffel umfasst neben der am 26. Dezember 2015 gezeigten Auftaktfolge in Spielfilmlänge acht reguläre Folgen, die zwischen dem 21. Februar 2016 und dem 10. April 2016 gezeigt wurden. Die Bestellung einer vierten Staffel wurde im April 2016 bestätigt.
Die deutschsprachige Erstausstrahlung ist seit dem 6. Januar 2015 auf dem Sender Bibel TV zu sehen.
In den ersten beiden Folgen der sechsten Staffel erschienen die Schwestern Lilian und Grace für einen Gastauftritt, Grace kehrte noch einmal zurück. Aus diesen Folgen stammt die Serie „When Hope calls“, die sich um die beiden Schwestern dreht.

## Episodenliste

### 1. Staffel
| Nr. (ges.) | Nr. (St.) | Deutscher Titel                                 | Originaltitel          | Erstausstrahlung USA | Deutschsprachige Erstausstrahlung (D) | Regie              | Drehbuch                          |
| ---------- | --------- | ----------------------------------------------- | ---------------------- | -------------------- | ------------------------------------- | ------------------ | --------------------------------- |
| 1          | 1         | Neue Zeiten – Verloren und gefunden             | Lost and Found         | 11. Jan. 2014        | 6. Jan. 2015                          | Michael Landon Jr. | Michael Landon Jr. & Cindy Kelley |
| 2          | 2         | Neue Zeiten – Der Unterlassungsbefehl           | Cease And Desist       | 18. Jan. 2014        | 13. Jan. 2015                         | Michael Landon Jr. | Brian Bird                        |
| 3          | 3         | Das Schweigen danach – Verdächtige Stille       | A Telling Silence      | 25. Jan. 2014        | 20. Jan. 2015                         | Michael Landon Jr. | Ken LaZebnik                      |
| 4          | 4         | Das Schweigen danach – Geheimnisse und Lügen    | Secrets and Lies       | 1. Feb. 2014         | 27. Jan. 2015                         | Michael Landon Jr. | John Wierick                      |
| 5          | 5         | Der Tanz                                        | The Dance              | 8. Feb. 2014         | 3. Feb. 2015                          | Anne Wheeler       | Ken LaZebnik                      |
| 6          | 6         | Der Tanz – Diese Spiele                         | These Games            | 15. Feb. 2014        | 10. Feb. 2015                         | Anne Wheeler       | Sheryl J. Anderson                |
| 7          | 7         | Zweite Chancen                                  | Second Chances         | 22. Feb. 2014        | 17. Feb. 2015                         | Neill Fearnley     | Kim Beyer-Johnson                 |
| 8          | 8         | Zweite Chancen – Die Gefahren des Alleingangs   | Perils of the Soloists | 1. März 2014         | 24. Feb. 2015                         | Neill Fearnley     | Jon Nappa                         |
| 9          | 9         | Sinneswandel                                    | Change of Heart        | 8. März 2014         | 5. Mai 2015                           | Anne Wheeler       | Ken Craw                          |
| 10         | 10        | Die Liebe gewinnt                               | Love Comes First       | 15. März 2014        | 12. Mai 2015                          | Neill Fearnley     | Vanessa Parise                    |
| 11         | 11        | Die Regeln des Spiels                           | Rules of Engagement    | 22. März 2014        | 19. Mai 2015                          | Neill Fearnley     | Neal Dobrofsky & Tippi Dobrofsky  |
| 12         | 12        | Die Regeln des Spiels – Vorspiel für einen Kuss | Prelude to a Kiss      | 29. März 2014        | 26. Mai 2015                          | Neill Fearnley     | Neal Dobrofsky & Tippi Dobrofsky  |

### 2. Staffel
| Nr. (ges.) | Nr. (St.) | Deutscher Titel               | Originaltitel                 | Erstausstrahlung USA | Deutschsprachige Erstausstrahlung (D) | Regie                      | Drehbuch                         |
| ---------- | --------- | ----------------------------- | ----------------------------- | -------------------- | ------------------------------------- | -------------------------- | -------------------------------- |
| 13         | 1         | Bewährungsproben              | Trials of the Heart, Part 1   | 25. Apr. 2015        | 5. Juli 2016                          | Neill Fearnley             | Tippi Dobrofsky & Neal Dobrofsky |
| 14         | 2         | Die Versuchungen des Herzens  | Trials of the Heart, Part 2   | 25. Apr. 2015        | 12. Juli 2016                         | Neill Fearnley             | Tippi Dobrofsky & Neal Dobrofsky |
| 15         | 3         | Herz oder Kopf                | Heart and Soul                | 2. Mai 2015          | 19. Juli 2016                         | Mike Rohl                  | Robin Bernheim                   |
| 16         | 4         | Herzenswunsch                 | Heart's Desire                | 16. Mai 2015         | 26. Juli 2016                         | Mike Rohl & Neill Fearnley | Andrea Stevens, Derek Thompson   |
| 17         | 5         | Alte Bekannte                 | Heart of the family           | 30. Mai 2015         | 2. Aug. 2016                          | Martin Wood                | Robin Bernheim                   |
| 18         | 6         | Erkenntnisse und Entdeckungen | Awakenings & Revelations      | 23. Mai 2015         | 9. Aug. 2016                          | Neill Fearnley             | Tony Blake                       |
| 19         | 7         | Familienbande                 | Heart & Home                  | 30. Mai 2015         | 16. Aug. 2016                         | Mike Rohl & Neill Fearnley | Andrea Stevens Derek Thompson    |
| 20         | 8         | Sich finden, sich verlieren   | Coming together, coming apart | 6. Juni 2015         | 23. Aug. 2016                         | Martin Wood                | Tony Blake                       |
| 21         | 9         | Wege des Herzens              | Follow your heart             | 28. Feb. 2016        | 30. Aug. 2016                         | Neill Fearnley             | Derek Thompson                   |
| 22         | 10        | Erkenntnisse und Entdeckungen | With all my heart             | 13. Juni 2015        | 6. Sep. 2016                          | Neill Fearnley             | Derek Thompson, Tony Blake       |

### 3. Staffel
| Nr. (ges.) | Nr. (St.) | Deutscher Titel    | Originaltitel                | Erstausstrahlung USA | Deutschsprachige Erstausstrahlung (D) | Regie          | Drehbuch                        |
| ---------- | --------- | ------------------ | ---------------------------- | -------------------- | ------------------------------------- | -------------- | ------------------------------- |
| 23         | 1         | Hoffnungsschimmer  | It begins with heart, Part 1 | 14. Feb. 2016        | 12. Okt. 2017                         | -              | -                               |
| 24         | 2         | Neujahrswünsche    | It begins with heart, Part 2 | 14. Feb. 2016        | 19. Okt. 2017                         | -              | -                               |
| 25         | 3         | Dunkle Geheimnisse | Troubled hearts              | 21. Feb. 2016        | 26. Okt. 2017                         | Martin Wood    | Derek Thompson                  |
| 26         | 4         | Geständnisse       | Time to speak                | 28. Feb. 2016        | 9. Nov. 2017                          | Martin Wood    | Richard Manning                 |
| 27         | 5         | Herzensnöte        | Heart of a hero              | 6. März 2016         | 9. Nov. 2017                          | Neill Fearnley | Josef Anderson                  |
| 28         | 6         | Ein sanftes Herz   | A gentle Heart               | 13. März 2016        | 16. Nov. 2017                         | Neill Fearnley | Derek Thompson                  |
| 29         | 7         | Familienglück      | Forever In My Heart          | 20. März 2016        | 23. Nov. 2017                         | Peter DeLuise  | Josef Anderson                  |
| 30         | 8         | Gebrochene Herzen  | Heartbreak                   | 27. März 2016        | 30. Nov. 2017                         | Peter DeLuise  | Richard Manning, Robin Bernheim |
| 31         | 9         | Gebete im Sturm    | Hearts In Question           | 3. Apr. 2016         | 7. Dez. 2017                          | Neill Fearnley | Cynthia Cohen                   |
| 32         | 10        | Herzensgebete      | Prayers From The Heart       | 10. Apr. 2016        | 14. Dez. 2017                         | Neill Fearnley | Paul Jackson                    |

### 4. Staffel
| Nr. (ges.) | Nr. (St.) | Deutscher Titel          | Originaltitel                  | Erstausstrahlung USA | Deutschsprachige Erstausstrahlung (D) | Regie                     | Drehbuch                    |
| ---------- | --------- | ------------------------ | ------------------------------ | -------------------- | ------------------------------------- | ------------------------- | --------------------------- |
| 33         | 1         | Wahre Weihnacht – Teil 1 | The Heart Of Christmas, Part 1 | 25. Dez. 2016        | 14. Nov. 2017                         | Neill Fearnley            | Robin Bernheim              |
| 34         | 2         | Wahre Weihnacht – Teil 2 | The Heart Of Christmas, Part 2 | 25. Dez. 2016        | 14. Nov. 2017                         | Neill Fearnley            | Robin Bernheim              |
| 35         | 3         | Kleine Helden            | Words From The Heart           | 19. Febr. 2016       | 14. Nov. 2017                         | Peter DeLuise             | Janette Oke                 |
| 36         | 4         | Herz der Wahrheit        | Heart Of Truth                 | 26. Febr. 2016       | 14. Nov. 2017                         | Peter DeLuise             | Derek Thompson              |
| 37         | 5         | In Bedrängnis            | The Heart Of The Community     | 5. März 2016         | 14. Nov. 2017                         | -                         | Janette Oke                 |
| 38         | 6         | Veränderung des Herzens  | Change Of Heart                | 12. März 2016        | 14. Nov. 2017                         | Neill Fearnley            | Cynthia Cohen, Paul Jackson |
| 39         | 7         | Bewegte Herzen           | Heart Of A Teacher             | 19. März 2016        | 14. Nov. 2017                         | -                         | Derek Thompson              |
| 40         | 8         | Folge deinem Herzen      | My Heart Will Go On            | 26. März 2016        | 14. Nov. 2017                         | Peter DeLuise             | Janette Oke                 |
| 41         | 9         | Mutige Herzen            | Healing Heart                  | 2. Apr. 2016         | 14. Nov. 2017                         | Mike Rohl                 | Janette Oke                 |
| 42         | 10        | Heilende Herzen          | Courageous Hearts              | 9. Apr. 2016         | 14. Nov. 2017                         | Neill Fearnley, Mike Rohl | Cynthia Cohen, Paul Jackson |
| 43         | 11        | Geheimnisse des Herzen   | Heart Of A Secret              | 16. Apr. 2016        | 14. Nov. 2017                         | Neill Fearnley            | Cynthia Cohen, Paul Jackson |
| 44         | 12        | Kämpfernatur             | Heart Of A Fighter             | 23. Apr. 2016        | 14. Nov. 2017                         | Neill Fearnley            | Cynthia Cohen, Paul Jackson |

### 5. Staffel
| Nr. (ges.) | Nr. (St.) | Deutscher Titel             | Originaltitel                      | Erstausstrahlung USA | Deutschsprachige Erstausstrahlung (D) | Regie          | Drehbuch                          |
| ---------- | --------- | --------------------------- | ---------------------------------- | -------------------- | ------------------------------------- | -------------- | --------------------------------- |
| 45         | 1         | Weihnachtszeit – Teil 1     | The Christmas Wishing Tree, Part 1 | 25. Dez. 2017        | 1. Febr. 2019                         | -              | -                                 |
| 46         | 2         | Weihnachtszeit – Teil 2     | The Christmas Wishing Tree, Part 2 | 27. Dez. 2017        | 1. Febr. 2019                         | -              | -                                 |
| 47         | 3         | Der Prozeß                  | Believing                          | 18. Febr. 2018       | 1. Febr. 2019                         | Neill Fearnley | Derek Thompson                    |
| 48         | 4         | Herzen und Gemüter          | Hearts And Minds                   | 25. Febr. 2018       | 1. Febr. 2019                         | Neill Fearnley |                                   |
| 49         | 5         | Zuhause ist es am schönsten | Home Is Where The Heart Is         | 4. März 2018         | 1. Febr. 2019                         | Mike Rohl      | Elizabeth Stewart, Derek Thompson |
| 50         | 6         | Offene Herzen               | Open Hearts                        | 11. März 2018        | 1. Febr. 2019                         | Mike Rohl      | -                                 |
| 51         | 7         | Mein Herz gehört dir        | My Heart Is Yours                  | 18. März 2018        | 1. Febr. 2019                         | Neill Fearnley | Richard Manning                   |
| 52         | 8         | Liebe und Ehe               | Love And Marriage                  | 25. März 2018        | 1. Febr. 2019                         | Neill Fearnley | Cynthia Cohen, Paul Jackson       |
| 53         | 9         | Das Wesen der Sache         | Heart Of The Matter                | 1. Apr. 2018         | 1. Febr. 2019                         | Peter DeLuise  | Elizabeth Stewart                 |
| 54         | 10        | Dem Sturm trotzen           | Weather The Storm                  | 8. Apr. 2018         | 1. Febr. 2019                         | Peter DeLuise  | Derek Thompson                    |
| 55         | 11        | In meinen Träumen           | In My Dreams                       | 15. Apr. 2018        | 1. Febr. 2019                         | -              | Elizabeth Stewart                 |
| 56         | 12        | Herzenssache                | Close To My Heart                  | 22. Apr. 2018        | 1. Febr. 2019                         | Neill Fearnley | Derek Thompson                    |

### 6. Staffel
| Nr. (ges.) | Nr. (St.) | Deutscher Titel                   | Originaltitel                             | Erstausstrahlung USA | Deutschsprachige Erstausstrahlung (D) | Regie          | Drehbuch                           |
| ---------- | --------- | --------------------------------- | ----------------------------------------- | -------------------- | ------------------------------------- | -------------- | ---------------------------------- |
| 57         | 1         | Der größte Weihnachtssegen Teil 1 | The Greatest Christmas Blessing, Part 1   | 25. Dez. 2018        | 31. Okt. 2020                         | Neill Fearnley | Alfonso H. Moreno                  |
| 58         | 2         | Der größte Weihnachtssegen Teil 2 | The Greatest Christmas Blessing, Part 2   | 25. Dez. 2018        | 31. Okt. 2020                         | Neill Fearnley | Alfonso H. Moreno                  |
| 59         | 3         | Die Zukunft ruft                  | Phone Rings And Heartstrings              | 24. Febr. 2019       | 31. Okt. 2020                         | Neill Fearnley | Alfonso H. Moreno                  |
| 60         | 4         | Die Königin der Herzen            | The Queen Of Hearts                       | 3. März 2019         | 31. Okt. 2020                         | Neill Fearnley | Alfonso H. Moreno                  |
| 61         | 5         | Vertrauensbeweis                  | A Vote of Confidence                      | 10. März 2019        | 31. Okt. 2020                         | Martin Wood    | Derek Thompson                     |
| 62         | 6         | Das Herz eines Mounties           | Heart of a Mountie                        | 5. Mai 2019          | 31. Okt. 2020                         | Martin Wood    | Annie Brunner                      |
| 63         | 7         | Überraschung                      | Surprise                                  | 6. Mai 2019          | 31. Okt. 2020                         | Mike Rohl      | Alfonso H. Moreno & Annie Brunner  |
| 64         | 8         | Streit der Herzen                 | Disputing Hearts                          | 12. Mai 2019         | 31. Okt. 2020                         | Mike Rohl      | Elizabeth Stewart & Derek Thompson |
| 65         | 9         | Die Hoffnung im Herzen            | Hope is With the Heart Heart on My Sleeve | 19. Mai 2019         | 31. Okt. 2020                         | Peter DeLuise  | Stewart/Thompson, Moreno/Brunner   |
| 66         | 10        | Die Vergangenheit ruft            | A Call from the Past                      | 26. Mai 2019         | 31. Okt. 2020                         | Martin Wood    | Elizabeth Stewart & Derek Thompson |
| 67         | 11        | Ein Herz für zwei                 | Two of Hearts                             | 2. Juni 2019         | 31. Okt. 2020                         | Martin Wood    | Alfonso H. Moreno & Annie Brunner  |

### 7. Staffel
| Nr. (ges.) | Nr. (St.) | Deutscher Titel | Originaltitel         | Erstausstrahlung USA | Deutschsprachige Erstausstrahlung (D) | Regie | Drehbuch |
| ---------- | --------- | --------------- | --------------------- | -------------------- | ------------------------------------- | ----- | -------- |
| 68         | 1         | -               | Home for Christmas    | 25. Dez. 2019        | -                                     | -     | -        |
| 69         | 2         | -               | A Moving Picture      | 23. Feb. 2020        | -                                     | -     | -        |
| 70         | 3         | -               | The Heart of a Father | 1. März 2020         | -                                     | -     | -        |
| 71         | 4         | -               | Family Matters        | 8. März 2020         | -                                     | -     | -        |
| 72         | 5         | -               | Sweet and Sour        | 15. März 2020        | -                                     | -     | -        |
| 73         | 6         | -               | An Unexpected Gift    | 22. März 2020        | -                                     | -     | -        |
| 74         | 7         | -               | In Perfect Unity      | 29. März 2020        | -                                     | -     | -        |
| 75         | 8         | -               | Heart of a Writer     | 5. Apr. 2020         | -                                     | -     | -        |
| 76         | 9         | -               | Into the Woods        | 12. Apr. 2020        | -                                     | -     | -        |
| 77         | 10        | -               | New Possibilities     | 19. Apr. 2020        | -                                     | -     | -        |
| 78         | 11        | -               | Don´t Go              | 26. Apr. 2020        | -                                     | -     | -        |

### 8. Staffel
| Nr. (ges.) | Nr. (St.) | Deutscher Titel | Originaltitel                         | Erstausstrahlung USA | Deutschsprachige Erstausstrahlung (D) | Regie | Drehbuch |
| ---------- | --------- | --------------- | ------------------------------------- | -------------------- | ------------------------------------- | ----- | -------- |
| 79         | 1         | -               | Open Season                           | 21. Feb. 2021        | -                                     | -     | -        |
| 80         | 2         | -               | Honestly, Elizabeth                   | 28. Feb. 2021        | -                                     | -     | -        |
| 81         | 3         | -               | From the Ashes                        | 7. März 2021         | -                                     | -     | -        |
| 82         | 4         | -               | Welcome to Hope Valley                | 14. März 2021        | -                                     | -     | -        |
| 83         | 5         | -               | What the Heart Wants                  | 21. März 2021        | -                                     | -     | -        |
| 84         | 6         | -               | No Regrets                            | 28. März 2021        | -                                     | -     | -        |
| 85         | 7         | -               | Before My Very Eyes                   | 4. Apr. 2021         | -                                     | -     | -        |
| 86         | 8         | -               | A Parade and a Charade                | 11. Apr. 2021        | -                                     | -     | -        |
| 87         | 9         | -               | Pre-Wedding Jitters                   | 18. Apr. 2021        | -                                     | -     | -        |
| 88         | 10        | -               | Old Love, New Love, Is This True Love | 25. Apr. 2021        | -                                     | -     | -        |
| 89         | 11        | -               | Changing Times                        | 2. Mai 2021          | -                                     | -     | -        |
| 90         | 12        | -               | The Kiss                              | 9. Mai 2021          | -                                     | -     | -        |

### 9. Staffel
| Nr. (ges.) | Nr. (St.) | Deutscher Titel | Originaltitel             | Erstausstrahlung USA | Deutschsprachige Erstausstrahlung (D) | Regie | Drehbuch |
| ---------- | --------- | --------------- | ------------------------- | -------------------- | ------------------------------------- | ----- | -------- |
| 91         | 1         | -               | In Like a Lion            | 6. März 2022         | -                                     | -     | -        |
| 92         | 2         | -               | Out Like a Lamb           | 13. März 2022        | -                                     | -     | -        |
| 93         | 3         | -               | Turn of the Page          | 20. März 2022        | -                                     | -     | -        |
| 94         | 4         | -               | Straight From the Heart   | 27. März 2022        | -                                     | -     | -        |
| 95         | 5         | -               | Journey into the Light    | 3. Apr. 2022         | -                                     | -     | -        |
| 96         | 6         | -               | Past, Present, Future,... | 10. Apr. 2022        | -                                     | -     | -        |
| 97         | 7         | -               | Hope Valley Days (1)      | 14. Apr. 2022        | -                                     | -     | -        |
| 98         | 8         | -               | Hope Valley Days (2)      | 24. Apr. 2022        | -                                     | -     | -        |
| 99         | 9         | -               | Recent Memory             | 1. Mai 2022          | -                                     | -     | -        |
| 100        | 10        | -               | Never Say Never           | 8. Mai 2022          | -                                     | -     | -        |
| 101        | 11        | -               | Smoke on the Water        | 15. Mai 2022         | -                                     | -     | -        |
| 102        | 12        | -               | Rock, A Bye, Baby         | 22. Mai 2022         | -                                     | -     | -        |

### 10. Staffel
| Nr. (ges.) | Nr. (St.) | Deutscher Titel | Originaltitel                    | Erstausstrahlung USA | Deutschsprachige Erstausstrahlung (D) | Regie | Drehbuch |
| ---------- | --------- | --------------- | -------------------------------- | -------------------- | ------------------------------------- | ----- | -------- |
| 103        | 1         | -               | Carpe Diem                       | 30. Juli 2023        | -                                     | -     | -        |
| 104        | 2         | -               | Hope Springs Eternal             | 6. Aug. 2023         | -                                     | -     | -        |
| 105        | 3         | -               | Oh, Baby                         | 13. Aug. 2023        | -                                     | -     | -        |
| 106        | 4         | -               | Great Expectations               | 20. Aug. 2023        | -                                     | -     | -        |
| 107        | 5         | -               | Life is But a Dream              | 27. Aug. 2023        | -                                     | -     | -        |
| 108        | 6         | -               | The Heart of the Problem         | 3. Sep. 2023         | -                                     | -     | -        |
| 109        | 7         | -               | Best Laid Plans                  | 10. Sep. 2023        | -                                     | -     | -        |
| 110        | 8         | -               | What Is and What Never Should Be | 17. Sep. 2023        | -                                     | -     | -        |
| 111        | 9         | -               | Deep Water                       | 24. Sep. 2023        | -                                     | -     | -        |
| 112        | 10        | -               | All Dressed Up                   | 1. Okt. 2023         | -                                     | -     | -        |
| 113        | 11        | -               | Long Time Running                | 8. Okt. 2023         | -                                     | -     | -        |
| 114        | 12        | -               | Starry Nights                    | 15. Okt. 2023        | -                                     | -     | -        |